# Кишеня

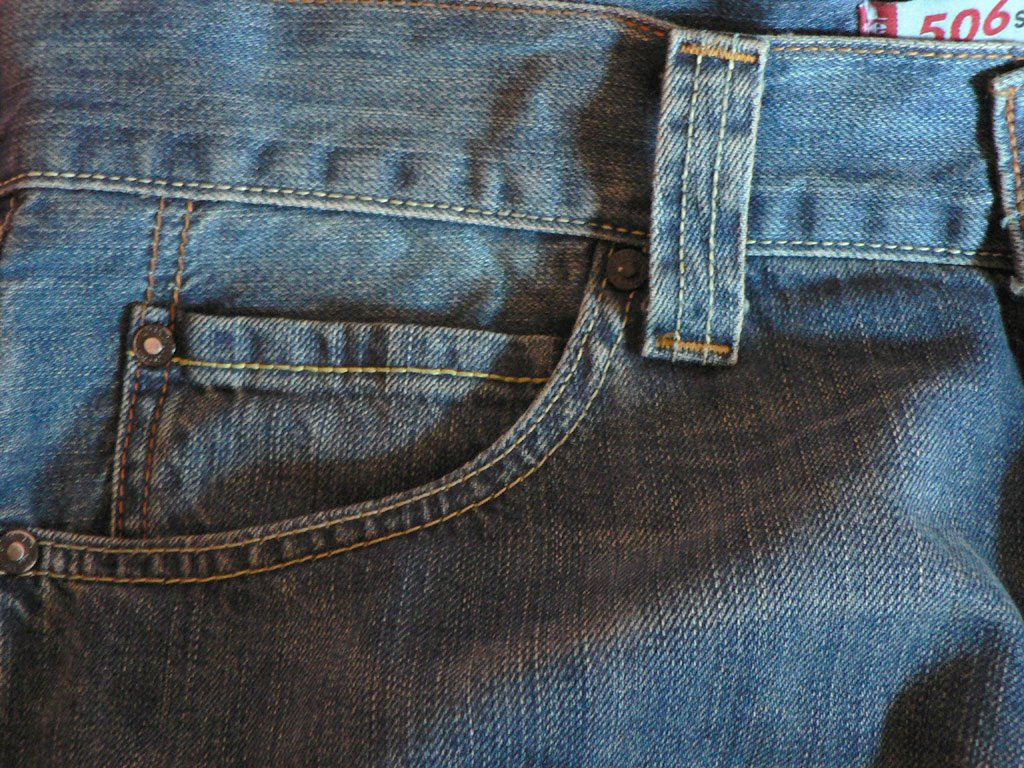
Кишеня

Кише́ня (від прасл. *kyšenja < *kyšьka; менш ймовірне виведення від тюрк. киса) — елемент одягу, призначений для перенесення різноманітних речей.

## Походження, призначення і еволюція
Основним завданням кишені від початку було знайти альтернативу поясові, в якому переносились гроші, внаслідок чого, вони були досить легкою здобиччю для грабіжників. Можна припустити, що виникнення кишені стало певною революцією в одязі.
Досить швидко кишеня стала не тільки практичним атрибутом одягу, але й набула декоративних рис, ставши елементом моди.
За всієї різноманітності кишень, які в наш час застосовуються практично в кожному елементі одягу — від спідньої білизни до пальто, можна розрізнити два види: кишеня внутрішня (напр. в штанах) та зовнішня (напр. нагрудна кишеня сорочки).

## Що прийнято носити в кишенях
Загальне правило для чоловіків — в кишенях не повинно бути нічого зайвого. В кишенях штанів може бути носовичок, ключі, запальничка, невелика сума грошей. У будь-якому випадку предмети у кишенях штанів не повинні випинатися назовні. В штанах не прийнято носити ручки, окуляри, інші предмети, що можуть пошкодитись або забруднити одяг. Гаманець, що стирчить із задньої кишені штанів, не виглядає естетично та приваблює злодіїв.
Годинник кладеться в спеціальну кишеню в штанах, якщо така відсутня, то підійде права кишеня.
Нагрудна кишеня сорочки всупереч поширеній практиці не призначена для перенесення предметів, єдиний предмет, що виглядає органічно — це добре відпрасована та складена носова хустка.
Особисті документи, гаманець, ручку, записник, гребінець, окуляри, футляр для візитівок або банківських карток, сигарет тощо, краще носити в кишенях піджака, або верхнього одягу.
Окуляри та ручки не слід класти до зовнішньої кишені піджака — така нагрудна кишеня призначена для декоративної носової хустинки, або особистого документа. Всі решта речей слід носити в портмоне, чоловічій сумці або портфелі.

## Виноски
1. ↑  Етимологічний словник української мови : в 7 т. / редкол.: О. С. Мельничук (гол. ред.) та ін. — К. : Наукова думка, 1985. — Т. 2 : Д — Копці / Ін-т мовознавства ім. О. О. Потебні АН УРСР ; укл.: Н. С. Родзевич та ін. — 572 с.
2. ↑  Кишеня на www.atailoredsuit.com. Архів оригіналу за 2 січня 2010. Процитовано 15 листопада 2009.